# Albaneses da Macedônia do Norte

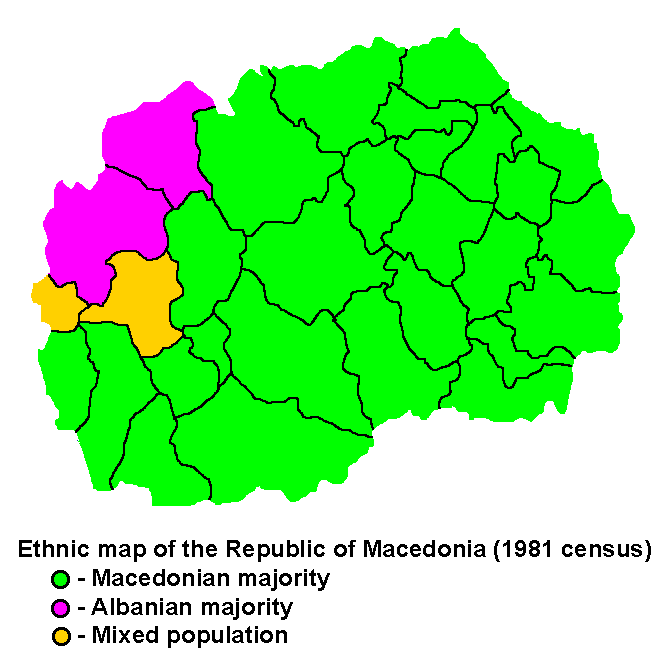
Albaneses na atual Macedônia do Norte de acordo com o censo de 1981.

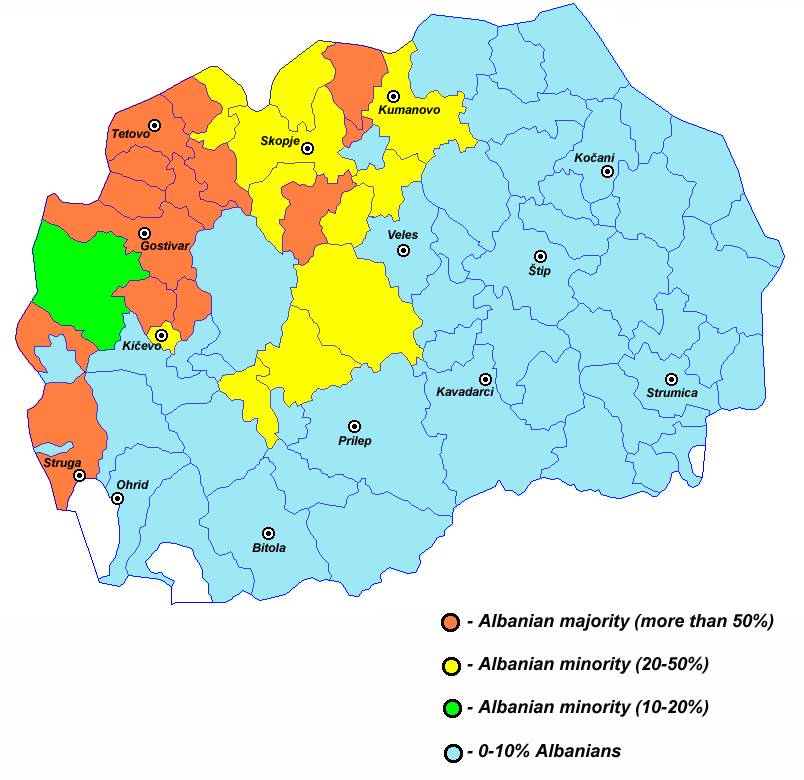
Albaneses na atual Macedônia do Norte de acordo com o censo de 2002.

Os albaneses da Macedônia são a maior minoria étnica da Macedônia do Norte. Na verdade, representavam 25,2% da população total em 2002 atrás dos macedônios eslavos (64,2%). Os albaneses da Macedônia são reconhecidos constitucionalmente como uma minoria e têm alguns direitos específicos. Eles estão concentrados principalmente na parte norte-ocidental do país. As maiores comunidades albanesas estão nos municípios de Tetovo (70% do total da população), Gostivar (67%), Debar (58%), Struga (56%), Kičevo (31%), Kumanovo (25%) e Skopje (20%).
O último censo, realizado em 2002, os albaneses constituíram 25,2% do total da população da Macedônia. No entanto, este número pode estar errado, porque alguns albaneses boicotaram o recenseamento, a fim de tentar pôr em dúvida os números reais. Algumas organizações afirmam que os albaneses compõem 40% da população da Macedônia. Além disso, a Macedônia recebeu um número considerável de refugiados do Kosovo em 1981, no início da desintegração da Iugoslávia. Mas estes albaneses-kosovares, não são para a maioria cidadãos macedônios, já que para adquirir a nacionalidade deverão comprovar pelo menos 15 anos de vida no território. Em 1999, durante o bombardeio em Kosovo, a Macedônia, por exemplo, recebeu mais de 250.000 refugiados nos campos da ONU ou de ONGs. Embora alguns tenham voltado para casa, muitos permaneceram no país anfitrião.

## Ligações Externas
- Albanians in Macedonia Crisis Center
- Unrepresented Nations and Peoples Organization
- Albanians and Turks in Macedonia